# Långtjärnen (Idre socken, Dalarna, 686014-133887)
Långtjärnen är en sjö i Älvdalens kommun i Dalarna och ingår i Dalälvens huvudavrinningsområde.